# الإعلام الناعم
الإعلام الناعم.. كيف يمكن تشكيل العقول؟، هو كتاب نقدي للدكتور خالد محمد غازي يتناول أحد أدوار الإعلام الجديد، مشيراً إلى التأثير الذي أحدثته شبكات التواصل الاجتماعي في مجالات الإعلام والحياة الشخصية والاجتماعية والسياسية. 

## عن الكتاب
يناقش الكتاب كيف وفرت شبكات التواصل الاجتماعي مساحة مفتوحة للأفراد والجماعات والتنظيمات للتعبير عن آرائهم، والمشاركة في القضايا العامة بحرية واسعة. ويشير إلى أن هذه الوسائل ساهمت في توسيع المشاركة السياسية، حيث لم تعد مقتصرة على فئات معينة، بل شملت مختلف أفراد المجتمع. كما يبرز الكتاب بعض إيجابيات الإعلام الاجتماعي، مثل سرعة نقل المعلومات، وضمان وصولها، والتفاعل المتبادل بين المستخدمين. ويلاحظ أن تداول الأخبار ذات الطابع السياسي عبر هذه الوسائل أدى في بعض الحالات إلى تأثير مباشر على قرارات الحكومات نتيجة للاحتجاجات الجماهيرية.
يشير المؤلف إلى أن وسائل الإعلام الجديدة قد فتحت آفاقاً جديدة للتعبير والمشاركة، مما أتاح للأفراد والتجمعات فرصة لإبداء آرائهم بحرية غير مسبوقة. ويُحذر من إمكانية استغلال هذه الوسائل لنشر المعلومات المضللة والتلاعب بالعقول لخدمة أجندات سياسية أو أيديولوجية معينة، كما يناقش دور الإعلام الاجتماعي في تعزيز المشاركة السياسية.

## فصول الكتاب
يوضح الكتاب كيف أن التطور التكنولوجي في مجال الإعلام والاتصال لم يكن مجرد تقدم تقني، بل أدى إلى تحولات جذرية في الطريقة التي يتواصل بها الناس ويتفاعلون مع المعلومات. وأنه قد أصبح الإعلام الجديد، ممثلاً في شبكات التواصل الإجتماعي والمواقع الإخبارية الرقمية كأداة قوية تؤثر على تصورات الأفراد للواقع، وتسهم في صياغة النقاشات العامة والسياسات الحكومية. ويؤكد المؤلف أن الإعلام الجديد يختلف عن الإعلام التقليدي من عدة جوانب، منها:
- مفهوم الإعلام الجديد وتأثيره على المجتمعات: يشمل الإعلام الجديد الإنترنت ووسائل التواصل الاجتماعي، التي أصبحت أدوات رئيسية لنقل الأخبار والمعلومات. يوضح المؤلف أن الإعلام الجديد يختلف عن الإعلام التقليدي في عدة جوانب، مثل السرعة في نشر الأخبار حيث يمكن للأحداث أن تُنقل بشكل مباشر فور وقوعها عبر الإنترنت. والتفاعل المباشر حيث أصبح من الممكن للجمهور التفاعل مع الأخبار والمحتوى المقدم، مما يعزز من تفاعل الأفراد مع الإعلام. ثم سهولة التلاعب بالمعلومات حيث يصعب التمييز بين الأخبار الحقيقية والمغلوطة نظراً لانتشار الأخبار غير الدقيقة على الإنترنت.
- الإعلام الجديد كأداة للتأثير والتلاعب بالرأي العام: يناقش الكتاب كيف يمكن لوسائل الإعلام الجديدة أن تؤثر على الرأي العام، حيث أصبحت هذه الوسائل تستخدم لتوجيه الأفكار والسلوكيات الاجتماعية والسياسية. هناك بعض القوى السياسية والاقتصادية التي استغلت الإعلام الجديد لنشر أجنداتها الخاصة. من بين أساليب التلاعب الإعلامي التي يناقشها الكتاب، مثل انتقاء الأخبار حيث يتم التركيز على قضايا معينة وإغفال أخرى وفقاً لمصالح الجهات الإعلامية. ونشر معلومات مزيفة باستخدام الأخبار المغلوطة للتأثير في تصورات الجمهور. وأيضاً إثارة العواطف من خلال استخدام الصور والفيديوهات لجذب انتباه الجمهور ودفعه نحو مواقف معينة.[4]

- وسائل التواصل الاجتماعي كمنصات للتعبير الحر والمشاركة المجتمعية: رغم التحذيرات التي أوردها الكتاب بشأن مخاطر الإعلام الجديد، يعترف المؤلف بأن وسائل التواصل الاجتماعي قد قدمت فرصاً غير مسبوقة للتعبير الحر والمشاركة المجتمعية. من أبرز الإيجابيات التي يتناولها الكتاب سهولة تداول المعلومات، حيث أصبح الأفراد قادرين على الاطلاع على الأخبار والمعلومات من مصادر متعددة، مما يتيح لهم مزيداً من الحرية في اختيار المعلومات التي يثقون بها. وتمكين المجتمع المدني حيث أصبحت وسائل التواصل الاجتماعي أداة رئيسية لتنظيم الاحتجاجات والمبادرات المجتمعية. وأيضاً إضفاء طابع ديمقراطي على الإعلام إذ لم يعد مقتصراً على مؤسسات كبرى، بل أصبح كل فرد قادراً على إنشاء محتوى إعلامي.

- الإعلام الجديد والهوية الثقافية والمواطنة: يتطرق الكتاب إلى العلاقة بين الإعلام الجديد والهوية الثقافية، حيث يرى الدكتور غازي أن تدفق المعلومات والثقافات عبر الإنترنت قد يهدد الهوية الثقافية في المجتمعات المحلية. من بين التحديات التي يناقشها الكتاب، في هذا الصدد، ذوبان الهويات المحلية نتيجة للانتشار الواسع للثقافة الغربية التي قد تؤثر في القيم والعادات المحلية، وإعادة تشكيل مفهوم المواطنة، حيث إن الانتماء للمجتمعات الافتراضية قد أصبح أكثر تأثيراً من الانتماء للدولة القومية. بالإضافة إلى التفاعل بين الثقافات. وفي حين أن هذا التفاعل قد يعزز من التنوع الثقافي، فإنه قد يؤدي إلى فقدان بعض القيم المحلية لصالح التأثيرات الخارجية.

- الإعلام الجديد ودوره في الحراك الاجتماعي والسياسي: يستعرض الكتاب الدور الذي تلعبه وسائل الإعلام الجديدة في الحركات السياسية والاجتماعية. ويلاحظ أن هذه الوسائل قد أصبحت أداة رئيسية في تحريك الجماهير وتوجيه الوعي السياسي، حيث ساعدت في تنظيم الاحتجاجات والمظاهرات في العديد من البلدان. ومع ذلك، يحذر المؤلف من أن هذه الوسائل قد تكون سلاحاً ذا حدين، حيث يمكن استخدامها أيضاً لنشر الفوضى أو تنفيذ أجندات مشبوهة.[5]

## عن المؤلف
الدكتور خالد محمد غازي هو كاتب وصحفي مصري وُلد عام 1967 في دمياط، مصر. يشغل منصب رئيس تحرير وكالة الصحافة العربية (APA) وجريدة "صوت البلد" الأسبوعية المستقلة. له إسهامات في مجال الإعلام الرقمي والصحافة الحديثة. ويشغل عضوية نقابة الصحفيين المصرية واتحاد الصحفيين العرب، إلى جانب عضويته في اتحاد الكتاب والأدباء العرب واتحاد الناشرين والموزعين المصريين والعرب. حصل على درجة الماجستير في الإعلام عام 2006 عن دراسته "العولمة والإعلام الإلكتروني"، ثم نال درجة الدكتوراه عام 2009 عن بحثه "الصحافة الإلكترونية العربية بين الالتزام والانفلات في الخطاب والطرح". نشر العديد من الأبحاث في المجلات العلمية المحكمة، وشارك في العديد من المؤتمرات والندوات الدولية التي تناولت الصحافة الإلكترونية وصحافة المواطن والوسائط المتعددة.
قدم الدكتور غازي مجموعة من الكتب التي تناولت الإعلام الرقمي والصحافة الإلكترونية، بالإضافة إلى أعمال أدبية وفكرية.